# Марковаць (Дарувар)
45°35′ пн. ш. 17°17′ сх. д. / 45.58° пн. ш. 17.28° сх. д.
Марковаць (хорв. Markovac) — населений пункт у Хорватії, у Б'єловарсько-Білогорській жупанії у складі міста Дарувар.

## Населення
Населення за даними перепису 2011 року становило 80 осіб.
Динаміка чисельності населення поселення: